# Grand Hotel Majestic già Baglioni
Grand Hotel Majestic già Baglioni è uno storico albergo di Bologna, unico albergo di categoria cinque stelle lusso dell'Emilia-Romagna. L'edificio è membro dell'Associazione Locali storici d'Italia.

## Storia
Il palazzo che ospita l'hotel risale al XVIII secolo, e fu realizzato dall'architetto Alfonso Torreggiani per desiderio del cardinale bolognese Prospero Lambertini (futuro Papa Benedetto XIV), come nuova sede del seminario arcivescovile. A tal fine, nel 1732 il cardinal Lambertini fece acquistare e parzialmente demolire le preesistenti case degli Ariosti (tracce delle torri medievali della famiglia sono ancora visibili all'interno). I lavori, durati circa vent'anni, terminarono nel 1751, anno in cui la nuova sede del seminario venne aperta. Nel 1772 il cardinale Vincenzo Malvezzi fece costruire il portico in facciata su via Indipendenza, affidando l'opera all'architetto Francesco Tadolini.
Nel 1909 la Curia bolognese, rappresentata dall'arcivescovo Giacomo Della Chiesa (futuro papa Benedetto XV), vendette l'edificio al barone padovano ingegner Gastone Treves de Bonfili, il quale finanziò la riconversione in hotel, sotto la guida dell'ingegner Cleto Gasperini. La licenza alberghiera venne concessa a Giuseppe Maria Guido Baglioni, e il 15 febbraio 1912 il "Grand Hôtel Baglioni" aprì l'esercizio. L'anno successivo Guido Baglioni fu nominato cavaliere della Corona d’Italia.
A quell'epoca Filippo Tommaso Marinetti, fondatore del movimento futurista, la prima avanguardia storica italiana del novecento, frequentava abitualmente l'hotel: nella notte tra il 20 e il 21 marzo 1914 vi organizzò una celebre mostra-blitz, esponendo le opere di Giorgio Morandi, Severo Pozzati, Giacomo Vespignani, Osvaldo Licini, Mario Bacchelli..
Durante la prima guerra mondiale la Croce Rossa Americana vi stabilì i suoi uffici. Il 19 giugno 1918 il barone Treves de Bonfili cedette il palazzo per lire 1.750.000 alla Banca Italiana di Sconto, presieduta a quel tempo da Guglielmo Marconi. Il 19 marzo 1919 moriva Guido Baglioni e l'anno successivo gli eredi Alessandro e Clara Baglioni, nipoti di Guido, vendettero la licenza alberghiera alla Società Alberghi Teatri e Affini (S.A.T.A.). Nel 1924 l'edificio venne soprelevato di due piani, e sotto la direzione dell'architetto Giulio Ulisse Arata fu collegato con passaggi interni all'adiacente palazzo Fava, annettendo così all'hotel alcune sale dipinte dai Carracci. Dal 1º aprile 1926 l'albergo fu ridenominato "Majestic Hôtel già Baglioni".
Nel 1937 il regime fascista, che da anni perseguiva una politica ideologica di italianizzazione delle parole straniere, impose una sanzione contro l'esibizione pubblica di insegne commerciali contenenti parole considerate "forestierismi" pari a 25 volte l'imposta ordinaria. Fu così che, nel 1938, su richiesta del direttore Aurelio Simoncini, l'insegna dell'hotel fu rimpiazzata da una che recitava "Albergo maestoso già Baglioni", per poi essere rinominato "Grande Albergo già Baglioni" nel 1942.
Durante la seconda guerra mondiale, Bologna fu oggetto di bombardamenti aerei che causarono, fra le altre cose, il crollo di stanze al quarto piano e danni alla facciata il 29 gennaio 1944. A seguito dell'occupazione della città da parte delle truppe naziste, il Grande Albergo già Baglioni venne sequestrato dal comando nazista che vi stabilì il suo quartier generale. La presenza di alti ufficiali tedeschi e gerarchi fascisti della RSI rese il luogo un obiettivo della Resistenza cittadina, che vi organizzò due azioni: una - fallita - nella notte fra il 28 e il 29 settembre 1944 e un'altra nella notte fra il 17 e il 18 ottobre, quando sei membri della 7ª Brigata GAP (Dante Drusiani "Tempesta", Evaristo Ferretti "Remor", Nazzareno Gentilucci "Nerone",  Golfiero Magli "Maio", Dante Palchetti "Lampo" e Vincenzo Toffano "Terremoto") collocarono due casse di tritolo nei pressi dell'hotel, che - detonando - distrussero la parte centrale dell'edificio.
A guerra conclusa, l'hotel, così come molti altri edifici del centro storico, fu oggetto di lavori di recupero, conclusisi nel 1948. Alla riapertura, si ripristinò il nome di "Grand Hotel Majestic 'già Baglioni'". Negli anni Cinquanta e nei decenni successivi l'albergo fu oggetto di opere di manutenzione e modifica, fra la sopraelevazione negli anni Sessanta della parte corrispondente a Palazzo Fava. La direzione venne affidata ad Emilio Totti e, alla sua morte, alla figlia Gianfranca, fino alla chiusura avvenuta nel 1978. L'hotel riaprì solo nove anni dopo, nel 1987, dopo ulteriori restauri, grazie all'imprenditore bolognese Mario Bandiera, e al socio Roberto Polito, presidente della società COGETA, divenuta successivamente Baglioni Hotels. Nel 2010 la gestione dell'hotel fu rilevata dal gruppo Duetorrihotels spa, mentre a Bandiera restò la proprietà dell'immobile.

## L'albergo
Il Grand Hotel Majestic già Baglioni conta 106 camere in stile classico veneziano con richiami alla Francia del XIX secolo.
Una sala al piano nobile, connessa al vicino Palazzo Fava, conserva un fregio che rappresenta le Storie d'Europa dipinto alla fine del Cinquecento dai Carracci, Agostino, Annibale e Ludovico.
Nel piano interrato è conservato un tratto di strada romana, parte di un decumano della Bononia del I-II secolo d.C.